# Първа олинтска война
Първата Олинтска война или Олинтско-спартанската война е военен конфликт в Древна Гърция между Халкидската лига, начело с Олинт и Спарта, състоял се в периода 382 – 379 година пр.н.е. и завършил с победа на Спарта.

## Предистория
Около 393 година пр. Хр. нововъзкачилият се цар на Македония Аминта III, заплашен от нападение на илирийците, се обръща към Халкидския съюз да поеме контрола върху някои от граничните райони на царството му. В средата на 80-те години, след като положението срещу Илирия се подобрява, Аминта иска от Олинт връщането на граничните територии, но олинтците отказват. При избухналия конфликт олинтците нахлуват дълбоко в македонска територия и завладяват столицата Пела. В 382 година пр. Хр. Аминта праща посланик в Спарта с молба за помощ. По същото време в Спарта пристигат посланици от халкидическите градове Акант и Аполония, които се оплакват, че са накарани насиствено да влязат в Халкидския съюз и молят за помощ.
Спартанците решават да се намесят. Според Диодор причината за това е желанието да се запази Царският мир, който предвижда автономия на гръцките градове. Според Ксенофонт основният аргумент е потенциалната заплаха от съюз между Халкидическия съюз, Атина и Тива.

## Развой
Спартанската войска се придвижва на север на две вълни. Евдамид е изпратен в помощ на акантците с 2000 души, а след това брат му Фойбид го последва с основната част на пелопонеската войска. Според Диодор редът е обратен – Евдамид замества Фойбид след окупацията на Тива.
Евдамид достига Халкидика в 382 година пр. Хр. и е приет в Потидея, който очевидно също не е ентусиазиран член на Халкидския съюз. Фойбид по пътя си се намесва в тиванската политика, тъй като един от годишните тивански полемарси Леонтиад молиза спартанска помощ срещу съперниците му. Фойбид окупира Кадмея, акропола на града. Фойбид е отзован в Спарта, съден и глобен, но спартанският гарнизон остава в Тива. Евдамид, след първоначалния си успех, спира действията си тъй като основната част на войските остават в Беотия.
През есента на същата 382 година пр. Хр. Спарта изпраща на север нова 10-хилядна армия, начело с хармоста Телевтий, полубрат на Агезилай II. Телевтий достига Потидея и спартанците отново започват активни действия. В края на годината те почти са разгромени край Олинт, но са спасени от съюзника си елимийския архонт Дердас II. През есента на следната 381 г. пр. Хр. Дердас разбива олинтско конно нападения над Аполония, но по-късно през годината Телевтий е убит докато извършва набег към Олинт.
Спарта изпраща младшия цар Агезиполид I с 30 съветници. Агезиполид овладява Тороне, но умира от треска през лятото на 380 година пр. Хр.
Агезиполид е заменен от нов хармост Полибиад, който пристига в края на 380 или началото на 379 година пр. Хр. След като печели няколко победи, зле засвидетелствани в източниците, Полибиад обсажда Олинт и вероятно през лятото на 379 година пр. Хр. градът се предава. Олинтците се съгласяват да станат спартански съюзници – да имат едни и същи приятели и врагове със Спарта и да следват спартанското ръководство. Халкидският съюз също вероятно е разпуснат, но очевидно не задълго, тъй като се появява по-късно, за да бъде унищожен от Филип II Македонски в 348 година пр. Хр.